# Mihai Bălașa
Mihai Alexandru Bălașa est un footballeur international roumain né le 14 janvier 1995 à Târgoviște. Il évolue au poste de milieu de terrain au Sepsi OSK.

## Carrière

### En club
En janvier 2017, Bălașa signe un contrat de cinq ans avec le club du FCSB.

### En sélection nationale
Mihai Bălașa joue régulièrement avec les sélections nationales de jeunes, des moins de 17 ans jusqu'aux espoirs.
Le 8 octobre 2017, il enregistre sa première sélection avec la Roumanie, lors d'un match contre Danemark. Ce match nul (1-1) à Copenhague rentre dans le cadre des éliminatoires du mondial 2018.

## Palmarès

### Club
Universitatea Craiova
- Vainqueur de la Coupe de Roumanie en 2021.